# Reworld Media
Reworld Media est un groupe de média français, créé en 2012 par Pascal Chevalier.   
Depuis le 31 juillet 2019, Reworld Media est le premier groupe de presse magazine français en nombre de journaux détenus.  
En 2020, le groupe indique avoir 970 employés dans le monde, une présence dans 12 pays et un chiffre d'affaires de 462 millions d'euros.
Le groupe est très controversé pour ses acquisitions et ses méthodes, privilégiant au travail journalistique la publication de contenus commerciaux (brand content). Lors de rachats, il est fréquent que les rédactions démissionnent massivement invoquant leur clause de cession ou clause de conscience pour être remplacée ensuite par des pigistes, politique qualifiée par ses détracteurs d'ubérisation du journalisme.

## Histoire
Pascal Chevalier rencontre Gautier Normand en 2012. Le groupe, créé dans la foulée par les deux hommes, a été construit par une succession d’acquisitions dans le secteur des médias ; ce secteur en difficulté en France et qui n'a pas su s'adapter aux évolutions engendrées par internet, reste plein d'opportunités de rachats et regroupements.
Le groupe a notamment acquis en février 2013, Marie France auprès du groupe Marie Claire pour un euro symbolique. Ce titre va servir de laboratoire à Reworld pour tester le nouveau modèle économique : dès l'année suivante, Pascal Chevalier exprime ses pensées : « Je pense que régie publicitaire et rédaction doivent être fusionnées. ».
En avril 2014, il prend le contrôle de certains titres du groupe Lagardère Active, via le consortium 4B Media constitué avec le groupe Rossel,. Le groupe Lagardère finance la reprise de ses titres.
La société est cotée depuis le 16 juin 2014 au NYSE Euronext Paris.
Après le rachat par Reworld Media, 90 % des équipes des magazines, dont Marie-France et Be, en sont parties en faisant jouer leur clause de cession. Depuis, de nombreux recrutements ont été réalisés dans des secteurs comme le numérique ou la production vidéo sous la marque Atelier b.

### Mondadori
En septembre 2018, le groupe entre en négociations exclusives avec Mondadori, pour la vente de plusieurs dizaines de titres dont Auto Plus, Grazia, Biba, Dr. Good !, Modes et Travaux, Closer, Télé Star ou Science et Vie, une quarantaine au total. Le montant de 200 millions d'euros proposé préalablement avait été refusé par Mondadori. Mais finalement, alors que toute la presse nationale est en crise, le 18 février 2019, Reworld annonce avoir émis une offre de rachat d'actions sur Mondadori France pour la somme de 70 millions d'euros.
Le 31 juillet de la même année, le groupe rachète donc Mondadori France, faisant de Reworld, le premier groupe de presse magazine français en nombre de journaux détenus,,. Mondadori France était pourtant une fois et demi plus gros que Reworld. Le syndicat du journal dénonce « un passage en force » car une décision de justice était encore en cours du tribunal de grande instance de Nanterre, celui-ci avait jugé que le groupe Reworld n'avait pas consulté les salariés de Mondadori France, conformément à la loi française.
Début octobre 2019, le groupe se retrouve face à une situation inédite : sur 330 journalistes en CDI, 194 démissionnent dans le cadre de leur clause de cession, un dispositif qui permet à un journaliste salarié en CDI de quitter son emploi en l'échange d'indemnités légales lorsqu'un changement d'actionnaire survient au sein de la direction du groupe pour lequel il travaille. Au total, 60 % des journalistes quittent le groupe, laissant planer le doute sur la publication des prochains numéros de certains titres. Le duo Chevalier et Normand qui va dépenser jusqu'à 20 millions d'euros dans cette clause, ne font rien pour les retenir, au contraire. Par ces actions, les journalistes et salariés protestent contre la façon dont la vente a été actée et surtout contre la transformation de la ligne éditoriale des titres du groupe vers des contenus majoritairement publicitaires, via le recours à des fournisseurs de contenus publicitaires extérieurs.
Entre-temps, le 30 juillet 2019, Reworld annonce avoir signé une offre d'achat dans le but d'acquérir Sports.fr et Football.fr, deux sites internet traitant de la thématique sports et appartenant au groupe Lagardère,.
Début 2022, le groupe rachète auprès de LevelUp le site de jeux vidéo Jeux Video Live, ainsi que Eclypsia qui avait été relancé en 2020, annonçant la création de son pôle gaming avec les sites Melty et SuperSoluce, précédemment acquis. En avril 2022, la direction annonce avoir déposé une offre de rachat pour le groupe Psychologies qui appartient à la société 4B Médias. En juin 2022, Reworld annonce avoir signé un accord de rachat avec le groupe Unify, propriétaire notamment de Aufeminin, Marmiton.org, Doctissimo et Gamekult . Le rachat est considéré comme inquiétant en interne . La rédaction de Gamekult démissionne après le rachat du site par l'entreprise, suivie par la rédaction de Jeux Video Live et Eclypsia .

## Marques
- Auto Moto jusqu'en mai 2021
- Auto Plus
- Auto Plus classiques
- Be Asia
- Be
- Biba
- Bien à la campagne
- C'est Off
- Campagne Décoration
- Closer
- Diapason
- Doctissimo
- Eclypsia
- Football365.fr
- Gourmand
- F1i
- Gamekult
- Grazia
- Grand Gibier
- Guerres et Histoire
- Disney Fun (2012-2020)
- L'Auto-Journal
- L'Ami des jardins et de la maison
- L'auto-journal évasion et 4x4
- La revue nationale de la chasse
- Le Chasseur français
- Le Journal de la maison
- Les Cahiers de Science & vie
- Les Dérapages
- Les Numériques
- Maison et Travaux
- Marie France
- Marie France Asia
- Marmiton
- Mercato365
- Modes et Travaux
- Mon jardin et ma maison
- Nous deux
- Papilles
- Pleine Vie
- Psychologies
- Réponses photo
- Reprise de volée
- Rugby365
- Science et Vie
- Science et Vie junior
- Science et Vie Découvertes
- Sport365
- Sport Auto
- Télé Magazine
- Télé Poche
- Télé Star
- Téléstar jeux
- The Modern East
- Top santé
- Féminin natur'elle
- Union
- Vie pratique féminin
- Vie pratique santé
- Vivre en grand
- Vital
- Vital food

### E-commerce
- Eat your Box
- Coffret Gourmand
- Gourmand Market
- Boutique Marie France

### Événementiel
- Reworld Media Live

### Reworld Media Télévisions (viaMedia365)

#### Chaînes de Télévision
- Sport en France
- Marmiton TV (anciennement Gourmand TV)
- Top Santé TV
- Maison & Travaux TV
- Auto Plus TV
- Science et Vie TV (50% avec Mediawan Thematics)
- Union TV

#### Vidéo à la demande
- Le Chasseur Français TV
- Guerres et Histoire TV
- Nous Deux TV (Arrêté)
- Télé Star Play (Arrêté)

### Autres activités
- Reworld Media Ventures[27]
- Atelier b société de production vidéo[28]
- Content Squad société de production de contenus[29]
- Tradedoubler spécialiste du marketing à la performance[30]
- Leads Lab
- Emailling Network
- Jungle Native
- R advertising
- Zoom On
- Test de Produits
- Try & Review

## Actionnaires
Liste de principaux actionnaires au 31 décembre 2022,.
| Nom                             | Part    |
| P. Chevalier & G. Normand       | 25,49 % |
| Eurazeo                         | 10,4 %  |
| Rothschild Asset Management     | 9,79 %  |
| Reworld Media SA (autocontrôle) | 6 %     |
| Financière Arbevel SA           | 2,8 %   |
| Investor Asset Management       | 1,75 %  |
| Independance et Expansion AM    | 1,58 %  |
| Financière Tiepolo              | 1,33 %  |
| Kirao SAS                       | 1,29 %  |
| Actionnaires flottants          | 40,27 % |

## Lobbyisme
Reworld Media est mandant de la SRI, organisation professionnelle des régies publicitaires sur internet, qui déclare en 2019 à la Haute autorité pour la transparence de la vie publique exercer des activités de représentation d'intérêts pour un montant annuel inférieur à 75 000 euros.

## Critiques
Le groupe est critiqué par plusieurs journalistes, qui lui reprochent ses méthodes de travail et son désintérêt pour le journalisme,. 
Selon Justine Brabant de l'émission Arrêt sur images, le groupe demande des quotas d'articles à écrire par jour et par mois ainsi que des contenus « junk news » (facile, piège à clic), privilégiant la quantité à la qualité. La journaliste décrit le groupe comme « le cauchemar de l'avenir du journalisme ». Lorsqu'il rachète un média, il inciterait les journalistes avec une carte de presse à utiliser la clause de cession. Ainsi, six ans après son rachat, le titre Marie France est passé de 28 à 2 journalistes ; en parallèle, Télé Magazine n'a aucun journaliste et Auto Moto a vu le nombre chuter de moitié.  D'après un ancien rédacteur en chef du groupe, ce dernier essayerait de s'en débarrasser car ils auraient trop de droits par rapport aux pigistes et aux stagiaires. Ceux-ci seraient payés sous le statut d'auto-entrepreneurs et non de journalistes, forme de sous-traitance. Un modèle économique axé principalement sur des articles promotionnels financés par des marques (« brand content ») avec des articles commandés à la rédaction directement par la régie publicitaire. L'Obs parle donc « de journaux sans journalistes » ou encore de la réputation du duo Pascal Chevalier et Gautier Normand « d'ubériser le journalisme » avec des « méthodes de cow-boy ».
Le modèle économique de l'entreprise peut poser un problème à long terme, « sachant la perte de valeur réputationnelle des titres qu'il rachète à tour de bras. Reworld Media s'engage ainsi dans une sorte de course contre la montre qui consiste, pour lui, à faire croître suffisamment vite ses revenus issus du « brand content » et du marketing numérique […] avant d'épuiser la valeur de leurs marques ».
Un ancien journaliste critique la rémunération sous ce statut dans Libération : « on me rémunérait 800 euros pour faire vingt contenus dans le mois ».
Le groupe demanderait à ses journalistes de mettre de la publicité cachée dans leurs articles,. 
Au début, seuls sont un peu épargnés de toutes ces méthodes les titres Science & Vie, très rentable car disposant d'un nombre important d'abonnés, et Grazia. Mais finalement, la quasi-totalité de la rédaction du magazine Science & Vie démissionne en mars 2021 puis lance le nouveau magazine Epsiloon dont le premier numéro parait en juillet 2021. Reworld media perd en 2023 les procès qu'il avait intentés contre d'anciens journalistes de Science et Vie, pour diffamation et concurrence déloyale.
À la suite du rachat de Gamekult, un numéro de l'émission Proxi d'Arrêt sur images dévoile les pratiques en interne via deux témoignages de journalistes du groupe, notamment le fonctionnement des articles « aspirateurs à clics » publiés de manière croisée sur tous les sites rachetés grâce à la mise en place du même CMS afin de mutualiser le brand content.

### Source
- Sophie Grassin et Véronique Groussard, « Reworld Media, le modèle qui fait peur », L'Obs, no 2882,‎ 30 janvier 2020, p. 52 à 55 (ISSN 0029-4713).